# Comté de Mason (Illinois)
Pour les articles homonymes, voir Comté de Mason.
Le comté de Mason est un comté situé dans l'État de l'Illinois, aux États-Unis. En 2000, sa population est de 16 038 habitants. Son siège est Havana.